# Domenico Della-Maria
Domenico Della-Maria, dit aussi Dominique Della Maria, est un compositeur français d'origine italienne, né à Marseille le 14 juin 1769 et mort à Paris le 9 mars 1800.

## Biographie
Il passa dix ans en Italie, reçut les leçons de Giovanni Paisiello, débuta en 1798 par Le Prisonnier (paroles d’Alexandre Duval), opéra-comique qui suscita un véritable enthousiasme, et donna en quatre ans six autres opéras qui, bien que moins connus, eurent aussi du succès.

## Œuvres lyriques
- Le Prisonnier, ou la Ressemblance, comédie en un acte et en prose mêlée de chant, livret d’Alexandre Duval, musique de Della Maria, Paris, salle Favart, 29 janvier 1798
- Le Vieux Château, ou la Rencontre, comédie en un acte mêlée de chants, livret d’Alexandre Duval, musique de Della Maria, Paris, théâtre Feydeau, 15 mars 1798
- Jacquot, ou l'École des mères, comédie en 2 acte et prose mêlée de chants, livret de Jean-Baptiste-Denis Desprès et Claude Joseph Rouget de Lisle, musique de Della Maria, Paris, salle Favart, 28 mai 1798
- L'Opéra-comique, comédie en un acte et en prose mêlée de chants, livret d'Emmanuel Dupaty et Joseph-Alexandre de Ségur, musique de Della Maria, Paris, salle Favart, 9 juillet 1798
- L'Oncle Valet, comédie en un acte et en prose mêlée de chants, livret d’Alexandre Duval, musique de Della Maria, Paris, théâtre Feydeau, 8 décembre 1798
- La Maison du marais, ou Trois ans d'absence, livret d’Alexandre Duval, musique de Della Maria, Paris, salle Favart, 8 novembre 1799

## Source
Cet article comprend des extraits du Dictionnaire Bouillet. Il est possible de supprimer cette indication, si le texte reflète le savoir actuel sur ce thème, si les sources sont citées, s'il satisfait aux exigences linguistiques actuelles et s'il ne contient pas de propos qui vont à l'encontre des règles de neutralité de Wikipédia.